# Isabelle Müller

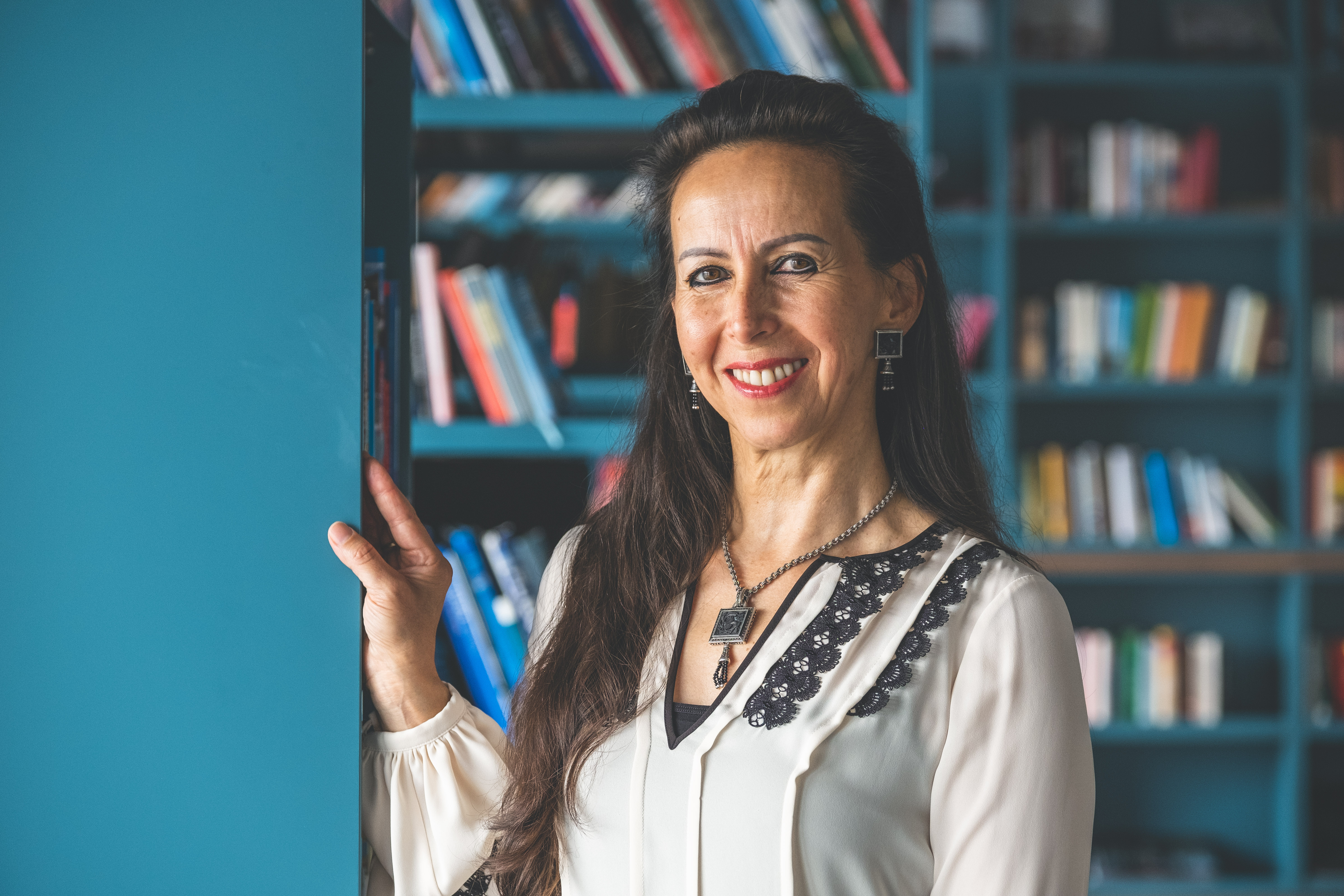
Isabelle Müller

Isabelle Müller (* 25. Mai 1964 als Isabelle Gaucher in Tours, Frankreich) ist eine französisch-vietnamesische Schriftstellerin, Stifterin, Illustratorin, Kolumnistin und soziale Aktivistin. Sie ist französisch-vietnamesischer Abstammung und hat sich als Stimme im Kampf gegen sexuellen Missbrauch etabliert. Müller ist Autorin der Autobiografie Phönix Tochter – Die Hoffnung war mein Weg, die nicht nur literarischen Wert besitzt, sondern auch als Inspiration für Menschen dient, die Widrigkeiten überwinden möchten. Seit 2009 initiiert Müller eine Reihe von Lesungen in Deutschland und organisiert Gruppendiskussionen zum Thema „Sexueller Missbrauch“. Sie engagiert sich aktiv im Dialog mit hochrangigen Vertretern aus Politik, Justiz und Gesundheitswesen, um die Rechte von Betroffenen sexuellen Missbrauchs zu schützen und zur gesellschaftlichen Sensibilisierung für diese Problematik beizutragen.

## Leben

### Kindheit und Jugend
Isabelle Müller wurde als jüngstes von fünf Kindern in einem französischen Dorf geboren. Ihre Mutter Đậu Thị Cúc (genannt Loan) war vietnamesischer Herkunft, ihr Vater französischer Herkunft. Die bikulturelle Herkunft der Familie hatte Einfluss auf ihre persönliche und berufliche Entwicklung.
Die Familie lebte unter prekären wirtschaftlichen Verhältnissen. Alltägliche Gegenstände und Kleidung wurden häufig aus öffentlichen Abfallsammelstellen beschafft. Müllers Mutter, die aufgrund ihrer ethnischen Herkunft gesellschaftlichen Vorurteilen begegnete, war als alleinige Versorgerin der Familie tätig. Der Vater, ein arbeitsloser Kriegsveteran, vertrat eine autoritäre Erziehungsauffassung und setzte strenge Disziplinierungsmaßnahmen durch.
Nach eigenen Angaben wurde sie ab ihrem achten Lebensjahr über einen Zeitraum von neun Jahren von ihrem Vater sexuell missbraucht. Diese Misshandlungen führten zu schwerwiegenden psychischen Belastungen. Während dieser Zeit unternahm sie zwei Suizidversuche. Nach dem zweiten Versuch begann sie damit, sich mit der Verarbeitung der erlittenen Traumata auseinanderzusetzen.

### Karriere
Nach dem Abitur studierte Isabelle Müller Deutsch, Englisch und Russisch an der Universität François Rabelais in Tours sowie am Centre d’Études Pratiques de Langues Vivantes. 1985 zog sie nach Deutschland, wo sie als Dolmetscherin und Übersetzerin tätig wurde. Zwei Jahre später lebte sie zeitweise in Kasachstan. Von 1990 bis 1997 war sie selbstständig als Kunsthändlerin tätig. In den 1990er Jahren reiste sie gemeinsam mit ihrer Mutter mehrfach nach Südostasien, um ihre vietnamesischen Wurzeln kennenzulernen. Neben ihrer Tätigkeit als Übersetzerin ist Müller auch als Schriftstellerin, Kolumnistin und Illustratorin aktiv.
Ihre literarische Arbeit ist Teil eines Projekts der von ihr gegründeten LOAN Stiftung, mit dem sie ihrer Mutter und ihrer vietnamesischen Herkunft ihren Dank ausdrücken möchte. Die Einnahmen aus ihren Buchveröffentlichungen fließen vollständig in die Stiftung und dienen dem Ziel, benachteiligten Kindern in Vietnam bessere Lebensperspektiven zu ermöglichen. Für ihr soziales Engagement wurde die LOAN Stiftung im Jahr 2023 mit dem nationalen Human Act Prize ausgezeichnet, der von der vietnamesischen Tageszeitung Nhân Dân für herausragende gesellschaftliche Initiativen verliehen wird.
Isabelle Müller lebt derzeit mit ihrem Mann und zwei Töchtern in Deutschland.

## Öffentliches Auftreten und Medien
Seit der Veröffentlichung ihrer Autobiografie hat sie über 150 Vorträge in Deutschland gehalten und an zahlreichen Gruppendiskussionen teilgenommen. Müller ist weithin bekannt durch ihre Auftritte in Radio- und Fernsehsendungen in Deutschland sowie für ihre Beiträge zum Schutz der Rechte von Opfern sexuellen Missbrauchs. Sie war zu Gast in Fernsehsendungen wie Landesschau und Menschen der Woche mit Frank Elstner. Im Jahr 2012 wurde sie vom deutschen Bundespräsidenten Joachim Gauck für ihre Bemühungen und bedeutenden Beiträge im Kampf gegen sexuellen Missbrauch geehrt.

## Soziales Engagement und Mitgliedschaften
Müller gründete die LOAN Stiftung, eine Wohltätigkeitsorganisation, die sich der Unterstützung armer Kinder in Vietnam widmet, insbesondere Kinder ethnischer Minderheiten. Die Stiftung konzentriert sich auf Bildungs- und Entwicklungsprogramme für benachteiligte Jugendliche.
Isabelle Müller ist Mitglied des Kuratoriums der Stiftung für die Region – Sparkasse Pforzheim Calw "Mit Herz + Hand - aus Liebe zur Heimat und zur Region", die Projekte in den Bereichen Bildung, Kultur und Soziales in der Region unterstützt.

## Werke

### Kolumnenartikel
- Was hat mich getrieben. In: Luxury Hotels & Resorts. Nr. 1. Scholl Media Group, 2016.
- Der Fluss. In: Pure Soul – Das Soulstyle-Magazin. Nr. 4, 2013.
- On a Spiritual Journey with … Isabelle Müller. In: Luxury Lifestyle. Nr. 1, 2023.
- On a Spiritual Journey with … Isabelle Müller. In: PureSoul – Das Soulstyle-Magazin. Nr. 2, 2012.
- On a Spiritual Journey with … Isabelle Müller. In: Luxury Lifestyle. Nr. 2, 2012.
- Spirit. In: Luxury Lifestyle. Nr. 1, 2012.
- A spiritual Journey ", PureSoul – Das Soulstyle-Magazin. Nr. 1, 2012.
- On a Spiritual Journey with … Isabelle Müller. In: Luxury Lifestyle. Nr. 3, 2011.
- On a Spiritual Journey with … Isabelle Müller. In: Luxury Lifestyle. Nr. 8, 2010.
- Der Stil von… Isabelle Müller. In: Traveller – Discover the Paradise. Nr. 8, 2010.

### Bücher
- Hip Hop im Land von Ellsaby. Krone Verlag, Leichlingen 1999, ISBN 978-3-933241-34-4.
- Mandala Träumereien. Krone Verlag, Leichlingen 1999, ISBN 978-3-933241-26-9.
- Abracadabrei. Bunter Kinderspaß. Krone Verlag, Leichlingen 2000, ISBN 978-3-933241-11-5.
- Zahlen-Hexerei. Krone Verlag, Leichlingen 2003, ISBN 978-3-933241-60-3.
- Wenn Papa angeln geht, macht Mama Fischstäbchen... Lustiges aus Kindermund. Krone Verlag, Leichlingen 2003, ISBN 978-3-933241-64-1.
- Optische Täuschungen. Krone Verlag, Lünen 2005, ISBN 978-3-937485-07-2.
- Kindermund II. Krone Verlag, Lünen 2005, ISBN 978-3-937485-19-5.
- Phönixtochter – Die Hoffnung war mein Weg. S. Fischer Krüger Verlag, Frankfurt 2009, ISBN 978-3-8105-1291-8 (Neuauflage 2011, E-Book Kindle Edition Amazon, 2015).
- Loan – Aus dem Leben eines Phönix. Audible, Berlin 2010, urn:nbn:de:101:1-201611085545.
- Loan – Từ Cuộc Đời Của Một Con Chim Phượng Hoàng. Trẻ Verlag, Tổng hợp TP.HCM Verlag, 2018.
- CON GÁI CỦA CHIM PHƯỢNG HOÀNG – Hy vọng là con đường của tôi. Tổng hợp TP.HCM Verlag, 2022.
- Hip Hop im Land von Ellsaby (deutsch-vietnamesische Ausgabe). Tổng hợp TP.HCM Verlag, 2022, ISBN 978-3-9822598-5-7.
- Hip Hop und der Goldene Wald – Hip Hop and the Golden Forest – Hip Hop và khu rừng vàng. Tổng hợp TP.HCM Verlag, 2023, ISBN 978-3-9822598-9-5.
- Vom Glück des Zuhörens: Wie uns gute Beziehungen stark machen. Knaur verlag, 2023, ISBN 978-3-426-44637-9.
- Isabelle Müller: Chỉ cách người một nhịp đập con tim. Tổng hợp TP.HCM Verlag, 2024.
- Hip Hop und die Gesangsmeisterin – Hip Hop and the Master Singer – Hip Hop và Ca sĩ Bậc thầy. Tổng hợp TP.HCM Verlag, 2024, ISBN 978-3-910635-02-9.

## Auszeichnungen und Ehrungen
- 2015: Die Biografie „Loan – Aus dem Leben eines Phönix“ gelangte unter rund 1000 Einsendungen in die Top 5 des Amazon Kindle Storyteller Award 2015 und war rund zwei Jahre lang ein Bestseller auf Amazon.[33]
- 2023: Das Buch Vom Glück des Zuhörens wurde auf der Spiegel-Bestsellerliste geführt und trägt daher das Spiegel-Bestseller-Siegel. Es wurde von Isabelle Müller gemeinsam mit der Notärztin und Spiegel-Bestseller-Autorin Dr. Lisa Federle verfasst.[34][35]
- 2024: Die LOAN Stiftung erhielt den vietnamesischen M4D Award 2023 in der Kategorie Marketing Development. Die Auszeichnung wurde von der Europäischen Union und Oxfam Vietnam ins Leben gerufen, um nachhaltige Kommunikations- und Marketingmaßnahmen zugunsten der Gesellschaft während der Projektumsetzung zu fördern.[36][37]
- 2024: Das Werk „LOAN – Aus dem Leben eines Phönix“ wurde zudem mit dem dritten Preis beim 10. National Award for Foreign Information ausgezeichnet. Gewürdigt wurde die harmonische Verbindung vietnamesischer und westlicher Kultur, die den Leserinnen und Lesern neue und tiefgründige Perspektiven eröffnet.[38][39][40][41]
- 2024: Die Beiträge von Isabelle Müller und die Arbeit der LOAN Stiftung wurden mit dem Vừ A Dính Award ausgezeichnet, der vom Zentralkomitee der Jugendunion Ho Chi Minh verliehen wird. Der Preis ehrt Einzelpersonen und Organisationen, die sich besonders für ethnische Minderheiten sowie für die Entwicklung von Berg- und Inselregionen engagieren. In Vietnam hat die LOAN Stiftung 45 Projekte realisiert, darunter sechs in Zusammenarbeit mit dem Vừ A Dính-Stipendienfonds, mit Schwerpunkt auf Bildungsförderung und Gemeinschaftsentwicklung in abgelegenen Gebieten.[42]